# Dipartimento della Montagna
Il dipartimento della Montagna fu uno dei dipartimenti italiani creati in età napoleonica su modello di quelli francesi, esistito dal 1797 al 1798. Aveva come capoluogo la città di Lecco.

## Storia
Il dipartimento della Montagna fu creato l'8 luglio 1797, come suddivisione amministrativa della neonata Repubblica Cisalpina.
Il dipartimento esistette per poco più di un anno, e sostanzialmente solo sulla carta: troppo in anticipo sui tempi, con un capoluogo che all'epoca era poco più di un villaggio, contestato dai comuni bergamaschi che volevano rimanere legati alla comunità orobica, non fece in tempo neppure ad instaurare tutte le autorità costituzionali previste. Il 1º settembre 1798, con la nuova suddivisione della Repubblica Cisalpina in dipartimenti, il dipartimento della Montagna fu smembrato fra i 3 dipartimenti dell'Adda e Oglio (con capoluogo Sondrio che si prese il distretto di Bellano), d'Olona (con capoluogo Milano) e del Serio (con capoluogo Bergamo).

## Suddivisione amministrativa
- distretto del Caldone (capoluogo: Lecco)[5][6]
  - Abbadia; Acquate; Ballabio inferiore; Ballabio superiore; Belledo; Castello; Chiuso; Garlate; Germanedo; Galbiate; Laorca; Lecco; Linzanico; Malgrate; Mandello; Olginate; Olate; Olcio; Pescate; Piazzo; Rancio; Rongio; Sala; San Giovanni alla Castagna; Somana; Somasca; Valderve; Valmadrera; Vercurago
- distretto della Pioverna (capoluogo: Introbio)[7]
  - Baiedo, Barcone, Barzio, Bindo, Casargo, Cassina, Concenedo, Cortabbio, Cortenova, Crandola, Cremeno, Introbio, Margno, Moggio, Pagnona, Parlasco, Pasturo, Pessina, Premana, Primaluna, Taceno, Vimogno
- distretto della Riviera (capoluogo: Bellano)[8]
  - Bellano, Corenno, Dervio, Dorio, Esino superiore, Esino inferiore, Introzzo, Lierna, Narro, Perledo, Vendrogno, Parlasco, Sueglio, Tremenico, Varenna, Vestreno, Olgiasca
- distretto dell’Alto Lambro (capoluogo: Asso)

- distretto dei Laghi (capoluogo: Oggiono)[9]
  - Bosisio, Brenno, Brianzola, Bulciago, Barzago, Cagliano, Casletto, Centemero, Cologna, Dolzago, Garbagnate Monastero, Molteno, Moiana, Nava, Nibionno, Rogeno, Sirone, Tegnone, Tregolo, Annone, Civate, Cesana, Ello, Imberido, Oggiono (capoluogo), Pusiano, Suello, Vergano
- distretto dell'Adda superiore (capoluogo: Brivio)[10]
  - Merate, Bagaggera, Brivio, Calco, Cernusco Lombardone, Imbersago, Mondonico, Novate, Olgiate, Paderno, Porto, Robbiate, Sabbioncello, Sartirana, Verderio superiore, Verderio inferiore, Airuno, Aizurro, Bartesate, Biglio, Capiate, Consonno, Dozio, Valgreghentino
- distretto del Piè dei Monti (capoluogo: Missaglia)[11]
  - Barzanò, Bernaga, Besana superiore e inferiore, Camparada, Capriano, Casate Nuovo, Casirago, Cassago, Cassina de' Bracchi, Cazzano, Cereda, Colzano, Contra, Corezzana, Cremella, Crippa, Lesmo, Lomagna, Lomaniga, Maresso, Missaglia (capoluogo), Monte, Montevecchia, Monticello, Oriano, Osnago, Perego, Renate, Rovagnate, Santa Maria Hoè, Sirtori, Tregasio, Zuccone, Valle, Veduggio, Viganò di sopra e di sotto
- distretto della Molgora (capoluogo: Vimercate)[12]
  - Agrate; Aicurzio; Arcore; Bellusco; Bernareggio; Bernate; Burago; Busnago; Caponago; Carnate; Carugate; Cassina Baraggia; Cavenago; Concorezzo; Mezzago; Omate; Oreno; Ornago; Ronco; Ruginello; Sulbiate Superiore; Sulbiate Inferiore; Usmate; Velate; Villanova; Vimercate
- distretto di Cassano sopra Adda (capoluogo: Cassano)[13]
  - Basiano; Cassano sopra Adda; Cassine di San Pietro; Colnago; Concesa; Cornate; Grezzago; Gropello; Pozzo; Roncello; Trezzo; Trezzano; Vaprio